# Nova Colinas
Nova Colinas este un oraș în unitatea federativă Maranhão (MA), Brazilia.